# Vasilij Archipov

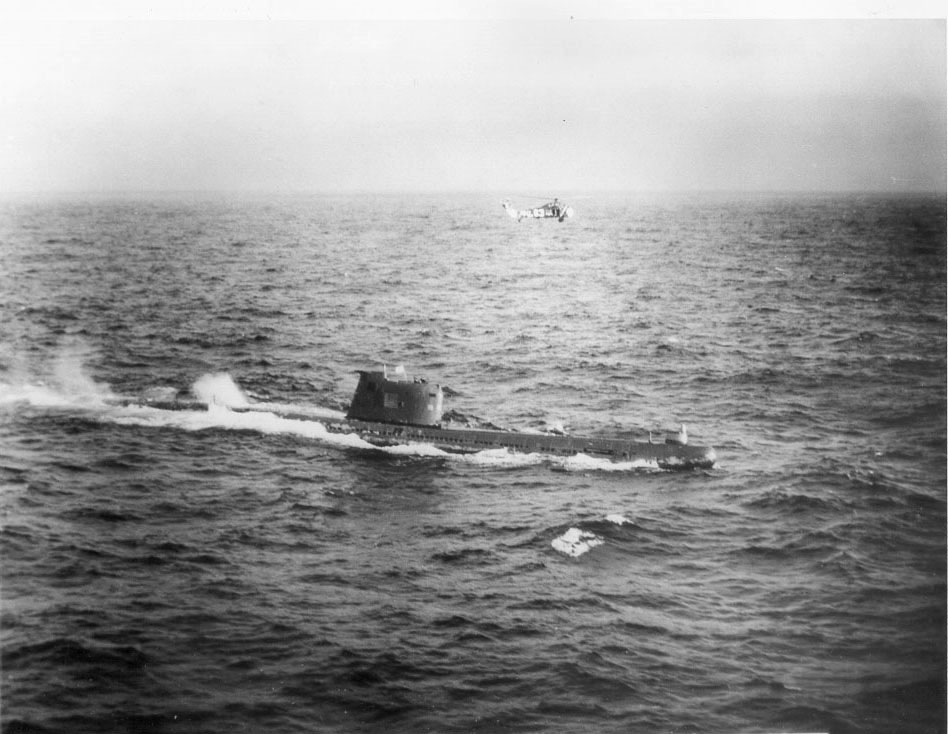
Sovětská ponorka B-59 v Karibiku poblíž Kuby

Vasilij Alexandrovič Archipov, rusky Василий Александрович Архипов (30. ledna 1926 – 19. srpna 1998) byl sovětský námořní důstojník. Během tzv. Karibské krize neschválil odpal jaderného torpéda ze sovětské ponorky B-59 projektu 641 (kódové označení NATO třída Foxtrot) proti americkému námořnímu svazu a tím s velkou pravděpodobností předešel jaderné válce.

## Biografie
Sovětský námořní důstojník Vasilij Alexandrovič Archipov se narodil 30. ledna 1926 v rolnické rodině v městečku poblíž Moskvy. Otcem byl Alexandr Nikolajevič Archipov (1889–1960), matkou Maria Nikolajevna rozená Kozyrevová (1901–1970). Za manželku si vzal učitelku Olgu Grigorevnu, se kterou byl ženatý od roku 1952, kdy se jim narodila dcera Jelena. Učil se v Tichomořské vysoké námořní škole. V roce 1945 zasáhl na palubě minolovky sovětského Tichooceánského loďstva do bojů 2. světové války proti Japonskému císařství. Po skončení války pokračoval ve studiích v Kaspické vysoké námořní škole v ázerbájdžánském Baku, školu úspěšně zakončil roku 1947.
Poté sloužil jako důstojník na ponorkách Černomořského, Baltského a Severního loďstva. V červenci 1961 jako zástupce kapitána Nikolaje Vladimiroviče Zatějeva pomohl předejít vzpouře na tehdy nové sovětské jaderné ponorce třídy Hotel K-19 s balistickými raketami na palubě. Ponorka měla vážnou poruchu, přehříval se jaderný reaktor a Archipov pomáhal s opravami, přičemž obdržel jistou dávku ozáření (o události na ponorce K-19 vznikl americký film K-19: Stroj na smrt).
Po událostech Karibské krize (viz samostatná kapitola níže) zůstal v sovětském námořnictvu a postupoval výše na žebříčku hodností a funkcí. Stal se velitelem ponorkové brigády, poté velitelem ponorkové divize, v roce 1975 kontradmirálem a následně náčelníkem Kaspické vysoké námořní školy S. M. Kirova v Baku (kde v mládí studoval). V roce 1981 mu byla udělena hodnost viceadmirála. V polovině 80. let 20. století odešel do výslužby.
Zemřel 19. srpna 1998 ve stáří 72 let (zřejmě i důsledkem radioaktivního ozáření) v městečku Železnodorožnyj v Moskevské oblasti.

## Role v Karibské krizi
Během tzv. Karibské krize 1. října 1962 dostala čtveřice sovětských ponorek 69. brigády Severního loďstva rozkaz vyplout z Murmansku do oblasti v blízkosti Kuby. Šlo o ponorky B-4 (kapitán Rurik Ketov), B-36 (kapitán Alexej Dubivko), B-59 (kapitán Valentin Savickij) a B-130 (kapitán Nikolaj Šumkov). Každá z ponorek měla odstraněno číslo z věže pro ztížení identifikace a nesla celkem 22 torpéd, mezi nimi bylo i jaderné (o síle 15 kilotun TNT, což bylo srovnatelné s hirošimskou atomovou bombou). Námořnictvo USA (US Navy) provádělo na příkaz amerického prezidenta J. F. Kennedyho námořní blokádu Kuby, účelem bylo podpořit vyhlášené embargo a zamezit tak legálním dodávkám zbraní a materiálu na „ostrov svobody“ (jak se Kuba občas označuje). Američané zahájili hon na sovětské ponorky s cílem přinutit je k vynoření a identifikaci, přímý útok nebyl povolen. Nevěděli ovšem, že ponorky nesou mimo konvenčních zbraní i jaderné. Nevěděli také to, že podmínky na sovětských ponorkách byly velmi náročné a že jejich kapitáni mají v případě amerického útoku právo použít jaderné zbraně. Součástí pronásledování bylo shazování cvičných hlubinných náloží (PDC - practice depth charges), které měly přinutit ponorky k vynoření. Tím ovšem americké lodě podstupovaly značné riziko; po týdnech stísněných podmínek v mořských hlubinách dlouho bez vynoření, bez kontaktu s moskevským velením a bez vědomí, že hlubinné nálože neobsahují skutečnou trhavinu, mohla posádka ponorky (resp. jejich velitelé) zareagovat protiútokem. Americkým námořním silám se podařilo po intenzivním pronásledování přinutit k vynoření tři ze čtyř sovětských ponorek (B-36, B-130 a B-59). Čtvrtou ponorku B-4 se nepodařilo vypátrat. Události na ponorce B-59 vedené kapitánem Savickým byly nejdramatičtější, ačkoli incident s možností použití jaderné zbraně byl údajně zaznamenán i na palubě B-130.
27. října 1962 se americkému námořnímu svazu složenému z 11 torpédoborců a letadlové lodi USS Randolph (CV-15) podařilo zachytit neznámou ponorku (šlo o B-59), kterou začal pronásledovat a shazovat na ni cvičné hlubinné nálože. Kapitán Savickij, který neměl rádiové spojení s Moskvou, se domníval, že vypukly válečné operace. Měl v úmyslu použít proti útočníkům jaderné torpédo, k jeho odpálení ale bylo zapotřebí jednomyslného souhlasu tří členů: mimo kapitána ještě Archipova, náčelníka štábu 69. brigády ponorek a tedy služebně nejstaršího důstojníka na palubě, a politického zástupce Ivana Semjonoviče Maslenikova. Proti byl pouze Vasilij Archipov, kterému se argumenty podařilo přesvědčit kapitána k vynoření a vyčkání na instrukce z Moskvy. Vynoření sovětské ponorky asistovala čtveřice amerických torpédoborců: USS Beale (DD-471), USS Cony (DD-508), USS Lowry (DD-770) a USS Murray (DD-576). Nyní Američané dbali opatrnosti a aby ukázali, že nemají nepřátelské úmysly, signalizovali na vynořenou ponorku nabídku pomoci (měli podezření, že má technický problém). Kapitán Savickij nabídku odmítl. Poté sovětské plavidlo nabralo východní kurs a v doprovodu amerických hladinových lodí z oblasti odplulo. Další tři angažované ponorky také obdržely z Kremlu rozkaz k návratu.
V knize Kubinskaja samba kvarteta Fokstrot (rusky Кубинская самба квартета «Фокстрот», vydaná roku 2002, česky lze přeložit jako Kubánská samba kvarteta Foxtrotů) autora Alexandra Mozgového podává svůj pohled Vadim Pavlovič Orlov, přímý účastník událostí na ponorce. Prezentuje je takto: Kapitán Savickij údajně ztratil nervy a „totálně vyčerpaný“ z pronásledování a nemožnosti navázat rádiové spojení s Moskvou, nařídil připravit jaderné torpédo k odpalu. Zařval: „Zničíme je! Zemřeme také, ale všechny je potopíme!“ Zástupce kapitána Archipov jej uklidnil a společně pak učinili rozhodnutí vynořit se. Orlovův popis je sporný do té míry, že ostatní kapitáni sovětských ponorek nevěřili, že by Savickij takový rozkaz vydal.
Lze se domnívat, co by se dělo po odpálení jaderné zbraně. Zcela jistě by následoval odvetný úder a jaderná válka by se rozhořela naplno. Mezi první cíle by patřila Moskva, Londýn (Velká Británie byla nejbližší spojenec USA v NATO), letiště v Anglii a vojska NATO v Západním Německu. V další vlně by následovala infrastruktura v Západní Evropě. Americký krizový scénář pro jadernou válku SOIP (Single Integrated Operational Plan) počítal s nasazením až 5 500 jaderných zbraní proti tisícům cílů nejen na území SSSR. Otázkou zůstává, jak by dopadly samotné Spojené státy. Jedním z důvodů, proč sovětský vůdce Nikita Sergejevič Chruščov nechal rozmístit jaderné střely na Kubě bylo i to, že počet sovětských mezikontinentálních balistických raket (Intercontinental Ballistic Missile - ICBM) byl mnohem nižší než amerických a jejich odstrašující efekt byl proto malý. Amerika by tak zřejmě utrpěla nižší škody než Evropa. Zůstává tabu studené války, že někteří váleční generálové v Pentagonu považovali Británii a další evropské spojence pouze za prostor, který by bylo možné obětovat v zájmu ochrany USA.